# ラガリ・ハサン・チェレビ

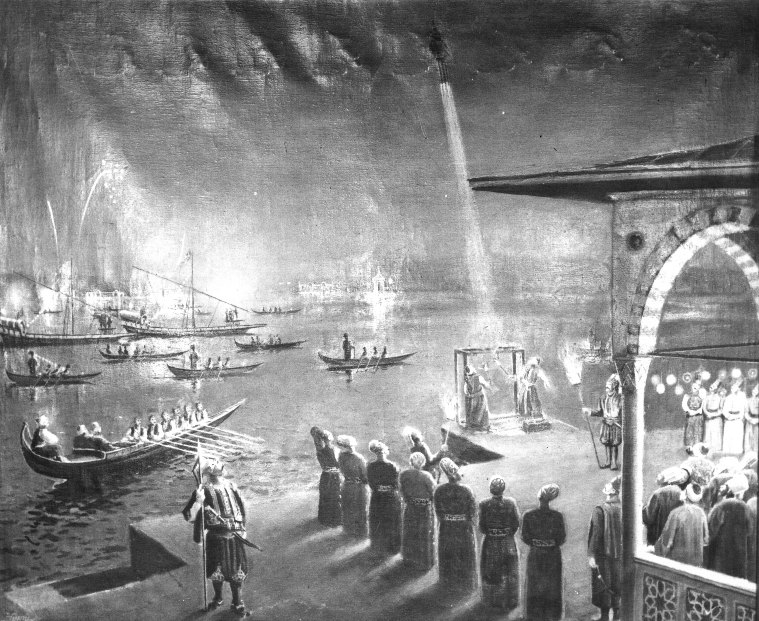
彼のロケット飛行を描いた17世紀の絵画

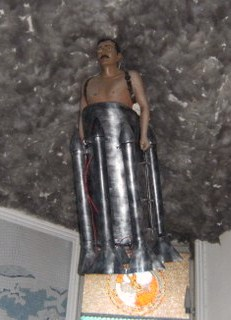
ロケットに乗ったチェレビの像（トルコ航空協会博物館）

ラガリ・ハサン・チェレビ（Lagari Hasan Çelebi 、？ - 1640年頃）はオスマン帝国の飛行家。有人ロケット飛行に成功した最初の人間であると主張されている。事実であれば、機械的動力を持つ航空機が飛行した最初の例になる。

## 飛行「記録」
17世紀に旅行家エヴリヤ・チェレビ（Evliya Çelebi ）の記述によると、ラガリ・ハサン・チェレビは、サライブルヌで七枚の翼を持つロケットとともに宙に放たれた。ロケットは円錐形の頭部の付いた大きな籠から構成されており、円錐は50オッカの火薬で満たされていた。飛行は1633年にムラト4世の娘カヤ・スルタンの生まれた夜に実現された。ラガリは、火薬が使い切られた後、自分の身体に取り付けられた翼をパラシュートのように使ってシィナンパシャ城の前の海（ボスポラス海峡）に着水した。彼は褒章のアクチャ（銀）を賜り、70アクチャでスィパーピー職が与えられた。その後、セラメト・ギライ・カン（Selamet Giray Khan ）に仕えてクリミア半島にいた1640年頃、死亡した。
アルスラン・テルズィオールによると、これは大気圏外から帰還する宇宙飛行士が海面に着水する手法の先駆である。ラガリの飛行は、継続時間が約20秒、最大到達高度が約30mだと見積もられている。
ラガリの兄弟ヘザルフェン・アフメト・チェレビは、その一年前にグライダーでの飛行に成功している。彼らの飛行が成功したという報せはすぐに（1638年までには）イングランドに届いた。ジョン・ウィルキンズ（John Wilkins ）はその著書"Discovery of a New World"でトルコ人たちの飛行の試みに言及している。

## 参考資料
- Arslan Terzioglu (2007). "The First Attempts of Flight, Automatic Machines, Submarines and Rocket Technology in Turkish History", The Turks (ed. H. C. Guzel), p. 804-810.
- Winter, Frank H. (1992). "Who First Flew in a Rocket?", Journal of the British Interplanetary Society 45 (July 1992), p. 275-80.